# Adicella danae
Adicella danae är en nattsländeart som beskrevs av Schmid 1994. Adicella danae ingår i släktet Adicella och familjen långhornssländor. Inga underarter finns listade i Catalogue of Life.